# トマス・A・スタイツ
トマス・アーサー・スタイツ（Thomas Arthur Steitz, 1940年8月23日 - 2018年10月9日）は、アメリカ合衆国の生化学者。イェール大学およびハワード・ヒューズ医学研究所にてスターリング分子生物物理学・生化学教授。2009年、リボソームの構造と機能に関する研究の功績によりノーベル化学賞をヴェンカトラマン・ラマクリシュナン、アダ・ヨナスと共同受賞した。

## 経歴
ウィスコンシン州のミルウォーキーに生まれる。学部時代にローレンス大学で化学を学んだ後、ハーバード大学に進学し、1966年には生化学・分子生物学で博士号を取得した。ケンブリッジ大学のMRC分子生物学研究所でジェーン・コフィン・チャイルズ博士研究員職に就任し、1967年から1970年までポスドク研究員として勤務した。また、メイシー・フェローとしてゲッティンゲン大学で1976年から1977年まで研究活動を行った他、1984年から1985年までカリフォルニア工科大学でフェアチャイルド・スカラーとして勤務した。
妻ジョーン・A・スタイツ(en:Joan A. Steitz)もまた、イェール大学のスターリング分子生物物理学・生化学教授を務めている。コネチカット州ブランフォードで死去。

## 主な受賞歴
- 1980年 ファイザー酵素化学賞
- 2000年 ローゼンスティール賞
- 2001年 ニューカム・クリーブランド賞
- 2006年 慶應医学賞
- 2007年 ガードナー国際賞 「ペプチジルトランスフェラーゼによる反応がRNA触媒反応であることを突き止めたリボソームの構造機能研究」及び「抗生物質による機能阻害機構の解明」[2]。
- 2009年 ノーベル化学賞

## 論文
- Steitz, T. A., et. al. "Determination of the Atomic-Resolution Crystal Structure of the Large Subunit from the Ribosome of Haloarcula marismortui;", nsls newsletter, (November 2000).
- Steitz, T. A., et. al. "The Atomic Resolution Crystal Structure of the Large Ribosomal Subunit from Haloarcula marismortui", NSLS Activity Report (2000).